# Фабрициус, Карел
Карел Фабрициус (нидерл. Carel Fabritius; крещён 27 февраля 1622 — 12 октября 1654) — голландский художник, один из самых талантливых учеников Рембрандта. Основоположник делфтской школы живописи. Известно лишь 16 полотен Фабрициуса, с большей или меньшей вероятностью приписываемых художнику.

## Биография
Карел Питерс родился в 1622 году в Мидден-Бемстере близ Амстердама (ныне часть общины Бемстер) в семье учителя. По одной из версий, псевдоним «Фабрициус» (от лат. faber — «плотник») обусловлен тем, что в юности Карел обучался соответствующему ремеслу. В начале 1640-х годов вместе со своим братом Барентом Фабрициусом учился в студии Рембрандта в Амстердаме, работал сначала в этом городе, однако в 1643 году, после смерти двоих детей и жены во время её третьих родов, вернулся в Мидден-Бемстер.
В 1650 году женился вторично и поселился в Делфте, где через два года стал мастером гильдии Св. Луки. Постепенно обрёл популярность в качестве мастера стенных росписей (не сохранились), а также портретиста. В 32 года погиб при взрыве пороховых складов в Делфте, разрушившем целый городской квартал.

## Творчество
Из всех учеников Рембрандта только Фабрициус смог выработать оригинальную художественную манеру. В отличие от Рембрандта, достигшего в своих портретах совершенства в передаче игры светотеней преимущественно на тёмном фоне, Карел Фабрициус располагал модель на слегка подсвеченном фактурном фоне, придавая большое значение технической стороне передачи света и очертаний объектов на холсте с помощью холодной цветовой гаммы. Его интересовали и сложные пространственные эффекты, что отражается в «Делфтском пейзаже» (1652) с его акцентированной перспективой, и эксперименты в технике импасто, с сочным мазком, выполненным щедро пропитанной краской кистью («Щегол», 1654). Всё это сближает его манеру с техникой более поздних знаменитых художников из Делфта — Вермеера и де Хоха, на которых он, вероятно, оказал влияние.
В России имеется только одна работа Карела Фабрициуса — «Гера, скрывающаяся у Океана и Тефии» (1645-47), экспонирующаяся в Государственном музее изобразительных искусств им. А. С. Пушкина.

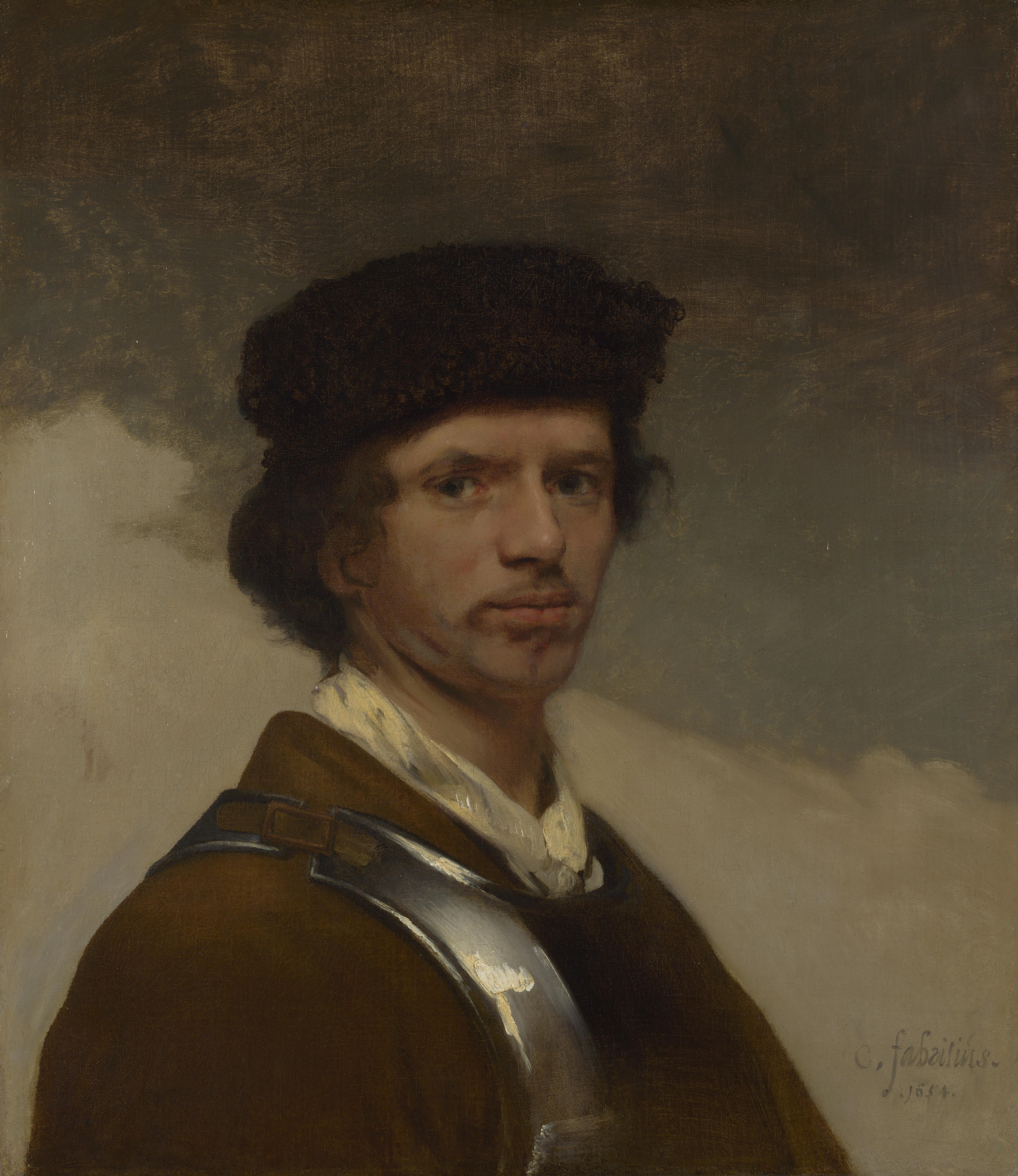
Автопортрет (1654), Национальная галерея, Лондон
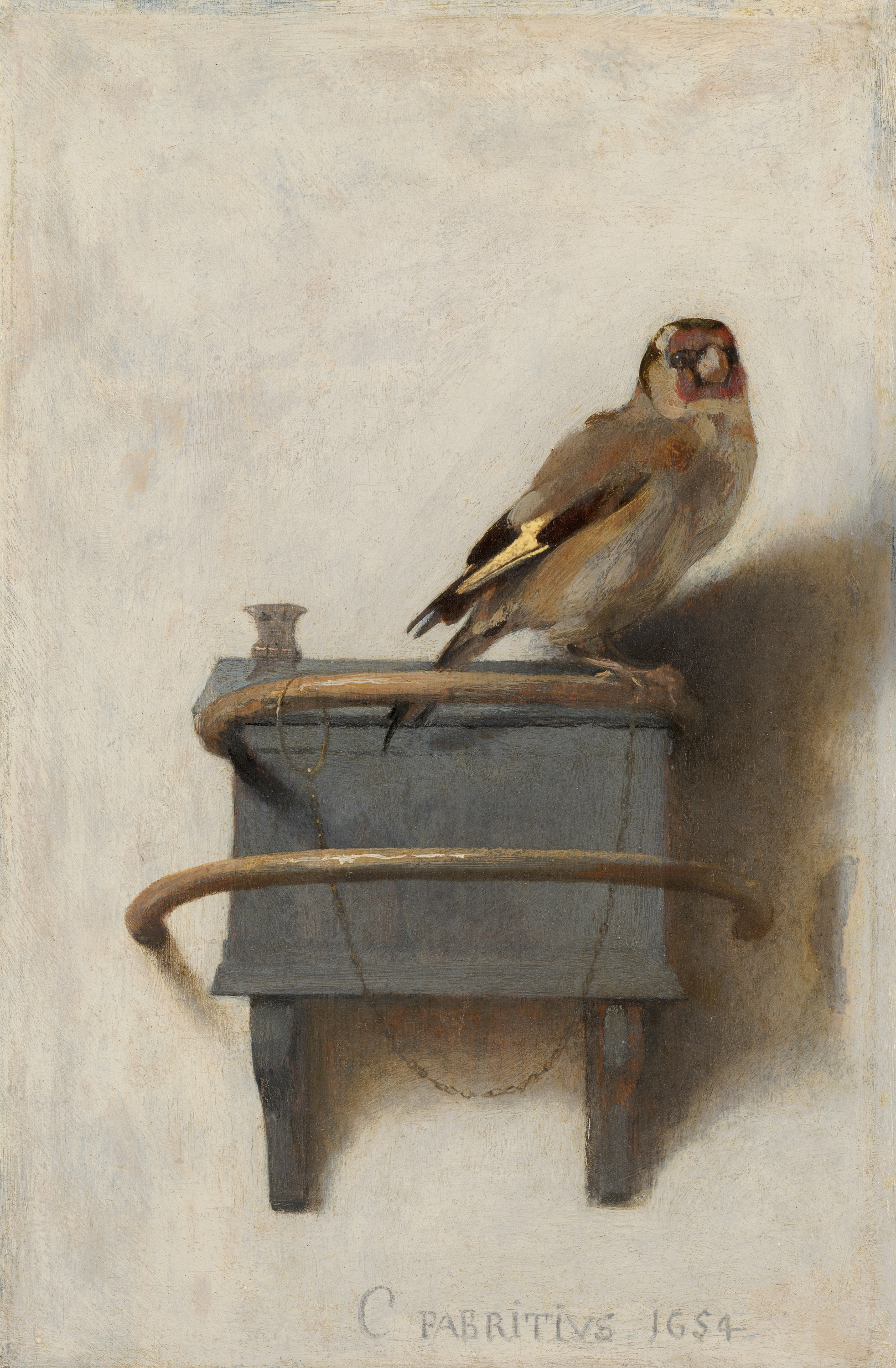
Щегол (1654), Маурицхёйс, Гаага
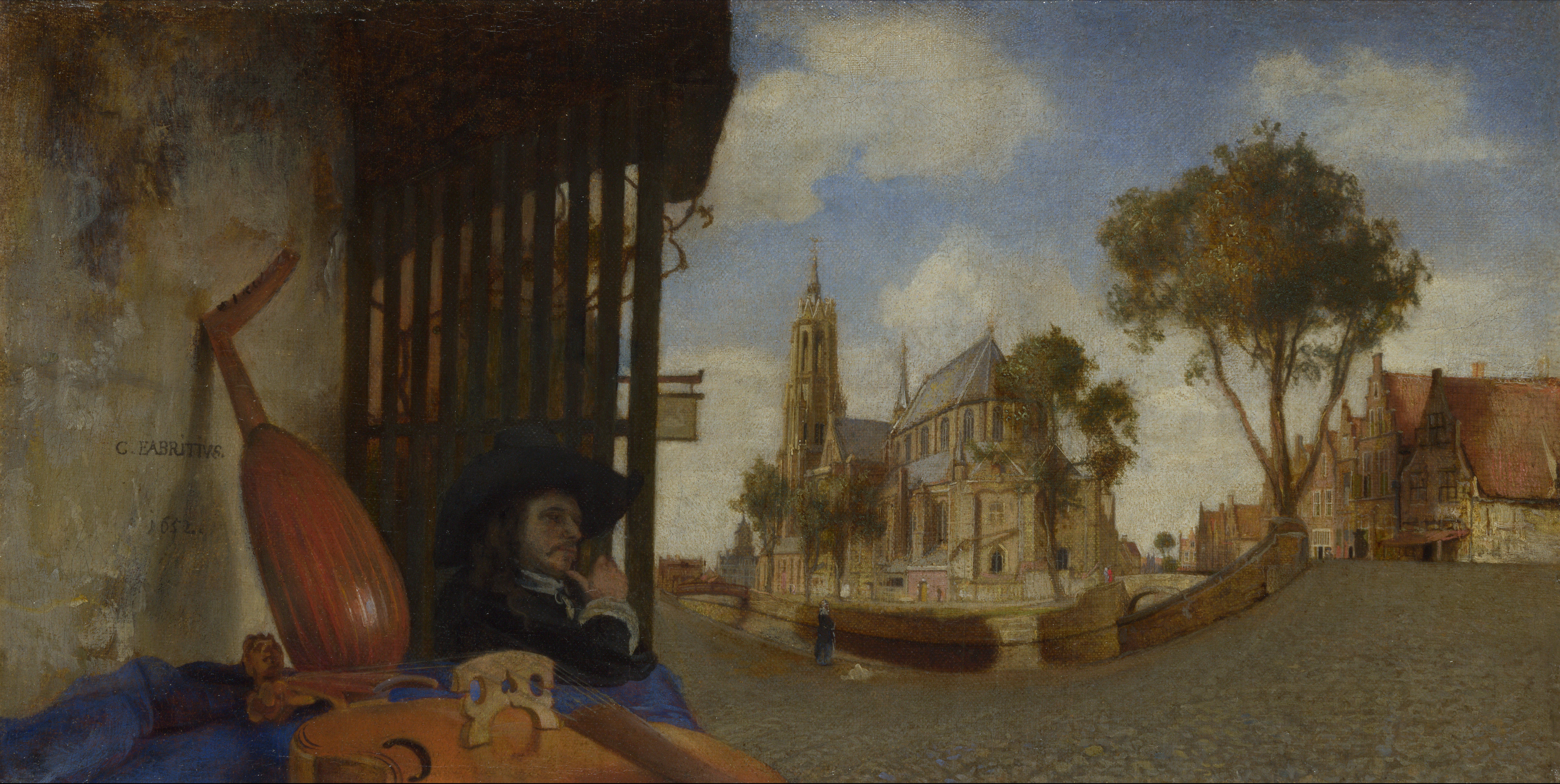
Дельфтский пейзаж (1652), Национальная галерея, Лондон
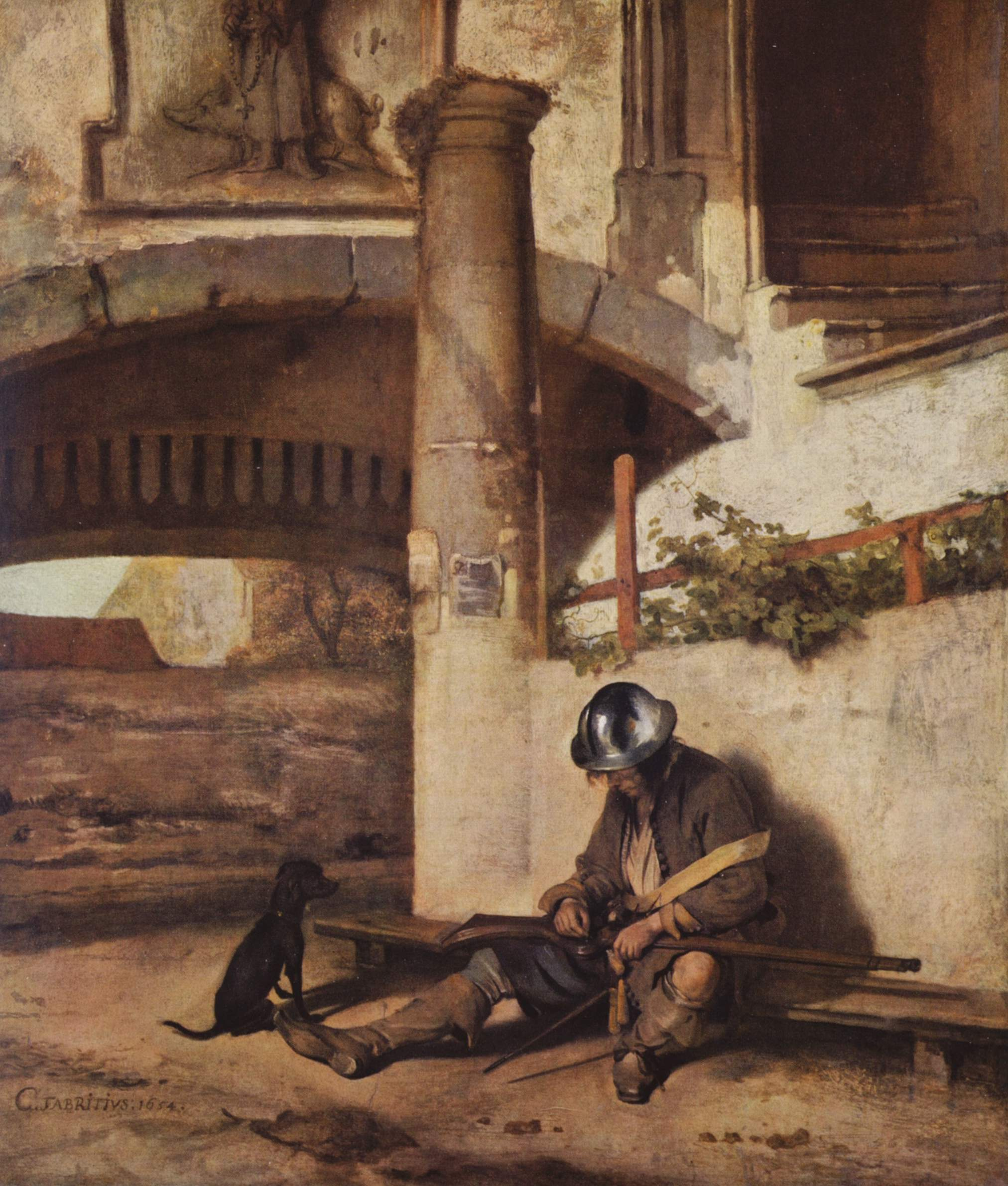
Стражник (1654), Государственный музей Шверина

## Фабрициус в массовой культуре
- Вокруг картины Карела Фабрициуса «Щегол» разворачивается сюжет одноимённого романа Донны Тартт, удостоенного Пулитцеровской премии 2014 года, а также одноимённой экранизации 2019 года.
- Картина «Щегол» висит в доме другого выдающегося голландского художника Яна Вермеера в художественном фильме «Девушка с жемчужной серёжкой» (2003).